# Лизогубова Слобода
Лизогу́бова Слобода́ (укр. Лизогубова Слобода) — село, входит в Згуровскую поселковую общину Броварского района Киевской области Украины. До 2020 года входило в состав Згуровского района.
Население по переписи 2001 года составляло 623 человека. Почтовый индекс — 07650. Телефонный код — 4570. Занимает площадь 3,514 км². Код КОАТУУ — 3221983301.

## Местный совет
07650, Київська обл., Згурівський р-н. с. Лизогубова Слобода, вул. Петровського, 2

## История
Слобода есть на карте 1812 года как Лизогубовка.
В селе была церковь, Сошествия Святого Духа построенная в 1886г. деревянная с такой же колокольней,холодная.При церкви была библиотека. Появились церковно-приходская школа и церковно-приходское попечительство.До 1886г. жители  были приписаны к приходу Успенской церкви с. Оржица.
По Исповедной ведомости 1834г. Слобода Лизогубовка принадлежит княгине варваре Алексеевне Репниной. 

## Известные жители и уроженцы
- Гета, Гордей Илларионович (1904—?) — Герой Социалистического Труда.
- Шульга, Виталий Федорович (1931—2013) геолог, доктор геолого-минералогических наук, профессор